# Cangey
Cangey é uma comuna francesa na região administrativa do Centro, no departamento Indre-et-Loire. Estende-se por uma área de 23,29 km². Em 2010 a comuna tinha 1 081 habitantes (densidade: 46,4 hab./km²).